# 鈴木肇 (ジャーナリスト)
鈴木 肇（すずき はじめ、1927年 - ）は、日本のジャーナリスト。

## 人物・来歴
東京生まれ。早稲田大学文学部ロシア文学科卒業、産経新聞に入り、1955年鈴木俊子と結婚。1966-69年モスクワ支局長、1988年東京家政学院筑波短期大学教授、平成国際大学教授、2002年退職、名誉教授。専攻はロシアの思想と文化。妻は『誰も書かなかったソ連』で大宅壮一ノンフィクション賞を受賞した鈴木俊子。

### 統一教会との関係
鈴木は1976年3月時点で、統一教会の関連団体「世界平和教授アカデミー」の会員だった。

## 著書
- 『ソ連の内外政策』大陸問題研究所, 1970.5
- 『ソ連共産党 保守化と党官僚の支配構造』(入門新書. 時事問題解説 教育社, 1978.12
- 『ソ連反体制知識人』(入門新書. 時事問題解説 教育社, 1978.8
- 『素顔のモスクワ 謎の国ソ連の九年間』日本教文社, 1987.10
- 『人物ロシア革命史』恵雅堂出版, 2003.5
- 『不滅の敗者ミリュコフ :ロシア革命神話を砕く』恵雅堂出版, 2006.12
- 『レーニンの誤りを見抜いた人々 ロシア革命百年、悪夢は続く』恵雅堂出版, 2014.11
- 『恐怖政治を生き抜く 女傑コロンタイと文人ルナチャルスキー』恵雅堂出版, 2016.1

翻訳
- ダニエル・シンガー『ポーランド革命とソ連--グダニスクへの道』加藤雅彦・寺谷弘壬共訳. ティビーエス・ブリタニカ, 1981.7